# Кошта-и-Силва, Жозе Мария да
Жозе Мария да Кошта-и-Силва (порт. José Maria da Costa е Silva; 15 августа 1788, Лиссабон — 25 апреля 1854) — португальский поэт и литературный критик.

## Биография
Жозе Мария да Кошта-и-Силва родился 15 августа 1788 года в городе Лиссабоне.
Издал описательную поэму «О Passeio» (1816), затем романтические поэмы «Isabel» (1832), «О Espectro» (1838) и другие в подражание иностранным образцам. Его произведения были собраны им под общим заглавием: «Poesias» (1843—1844). 
Он написал и более 200 пьес для театра, и составил весьма ценный библиографический труд «Ensaio biográfico-crítico sobre os melhores poetas portugueses» (Лиссабон, 1850—1856), окончание которого осталось неизданным.
Жозе Мария да Кошта-и-Силва умер 25 апреля 1854 года